# John C. Lee

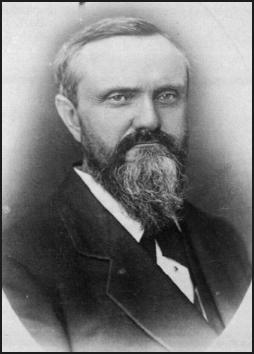
John C. Lee

John Calvin Lee (* 7. Januar 1828 im Delaware County, Ohio; † 24. März 1891 in Toledo, Ohio) war ein US-amerikanischer Jurist und Politiker. Zwischen 1868 und 1872 war er Vizegouverneur des Bundesstaates Ohio.

## Werdegang
John Lee besuchte die öffentlichen Schulen seiner Heimat und das Central College im Franklin County. Zwischen 1845 und 1848 absolvierte er das Western Reserve College in Cleveland. Anschließend unterrichtete er zwei Jahre lang als Lehrer. Nach einem Jurastudium und seiner 1852 erfolgten Zulassung als Rechtsanwalt begann er in diesem Beruf zu arbeiten. Zwischen 1861 und 1864 diente Lee während des Bürgerkriegs als Oberst und dann als Brevet-Brigadegeneral im Heer der Union.
Politisch schloss sich John Lee der Republikanischen Partei an. Im Mai 1868 nahm er als Delegierter und Vorsitzender an der Republican National Convention in Chicago teil, auf der General Ulysses S. Grant als Präsidentschaftskandidat nominiert wurde. 1867 wurde er an der Seite des späteren US-Präsidenten Rutherford B. Hayes zum Vizegouverneur von Ohio gewählt. Dieses Amt bekleidete er zwischen 1868 und 1872. Dabei war er Stellvertreter des Gouverneurs und Vorsitzender des Staatssenats. Bei den Präsidentschaftswahlen des Jahres 1872 war er bei der Wiederwahl von Präsident Grant republikanischer Wahlmann. Zwischen 1877 und 1881 fungierte er als Bundesstaatsanwalt für den nördlichen Teil von Ohio. John Lee starb am 24. März 1891 in Toledo.